# طلا(I) برمید
طلا(I) برمید (به انگلیسی: Gold(I) bromide) با فرمول شیمیایی AuBr یک ترکیب شیمیایی است. که جرم مولی آن ۲۷۶٫۸۷ g/mol می‌باشد. شکل ظاهری این ترکیب، بلورهای زرد و قهوه‌ای‌زرد است.
طلا(I) برمید می‌تواند از واکنش بین عناصر تشکیل‌دهنده‌اش و یا تجزیه‌ی جزیی طلا(III) برمید همراه با کنترل دقیق دما و فشار تولید شود. در دو پیرایش رخ می‌دهد. I-AuBr هم‌ساختار طلا(I) کلرید است و دارای یک واحد سلولی چهارگوشه بدنه‌مرکزی با a=6.734A و c=8.674A و گروه فضایی I41/amd می‌باشد. پیرایش دیگر هم‌ساختار با طلا(I) یدید است و دارای سلول چهارگوشه‌ی اولیه‌ای با a=4.296A و c=12.146A و گروه فضایی P42/ncm است. تک‌بلورهای هردو پیرایش با ترابری بخار شیمیایی رسیده‌اند.مقادیر اندکی از آلومینیم، گالیم یا آهن به‌عنوان کاتالیزگر برای روند ترابری   به‌دست آوردن پیرایش I-AuBr استفاده شده‌اند.